# Aaron Meijers
Aaron Meijers (Delft, 28 de octubre de 1987) es un futbolista neerlandés. Juega como defensa en el F. C. Volendam de la Eredivisie.

## Biografía
Hizo su debut con el F. C. Volendam, el 27 de octubre de 2006 en el partido 3-0 en casa ante el Go Ahead Eagles. En la temporada 2006-07 jugó 21 partidos en el primer equipo. Desde entonces se convirtió en un fijo en el primer equipo. En la temporada 2010-11 fichó por el RKC Waalwijk, donde firmó un contrato por dos temporadas. A partir de la temporada 2012-13 jugó en el ADO Den Haag.

## Clubes
| Club                        | País         | Año       |
| --------------------------- | ------------ | --------- |
| F. C. Volendam              | Países Bajos | 2006-2010 |
| RKC Waalwijk                | Países Bajos | 2010-2012 |
| ADO Den Haag                | Países Bajos | 2012-2021 |
| Sparta de Róterdam (cedido) | Países Bajos | 2020-2021 |
| Sparta de Róterdam          | Países Bajos | 2021-2023 |
| RKC Waalwijk                | Países Bajos | 2023-2025 |
| F. C. Volendam              | Países Bajos | 2025-     |